# Милеа (дем Гревена)
Вижте пояснителната страница за други значения на Милеа.
Милеа или Милия (на гръцки: Μηλέα, Μηλιά), е село в Република Гърция, в дем Гревена, област Западна Македония.

## География
Селото е разположено на 650 m надморска височина, на около 15 km северно от град Гревена. Съвременното селище Милеа е изградено в средата на 1960-те години на 1,5 километра на север от изоставеното дотогавашно село Палеа Милия.

## История
След Гражданската война на 1,5 километра на север е основано новото село Милеа. През 1963-1964 година с цел избягване на честите свлачища жителите на Палеа Милия са насилствено изселени в новото село. Оттогова старото селище се нарича Стара Милия (Παλιά Μηλιά, Палия Милия).
Населението на Милеа произвежда жито, тютюн и други земеделски култури, като частично се занимава и със скотовъдство.
| Име       | Име         | Ново име  | Ново име   | Описание                       |
| --------- | ----------- | --------- | ---------- | ------------------------------ |
| Друмбанда | Ντρουμπάντα | Лисасмени | Λυσσασμένη | река, десен приток на Бистрица |

| Година    | 1913 | 1920 | 1928 | 1940 | 1951 | 1961 | 1971 | 1981 | 1991 | 2001 | 2011 | 2021 |
| --------- | ---- | ---- | ---- | ---- | ---- | ---- | ---- | ---- | ---- | ---- | ---- | ---- |
| Население |      |      |      |      | 367  | 381  | 295  | 372  | 233  | 306  | 205  | 135  |